# Eqalugaarsuit
Eqalugaarsuit (lokaliseret ca. 60.37°N, 45.54°V) er en grønlandsk bygd, som 1. januar 2020 havde 48 indbyggere samt 26 indbyggere på nærliggende fåreholderstationer. Den hørte tidligere under Qaqortoq Kommune, nu Kujalleq Kommune.
I perioden 1984-1986 var ansat en erhvervskonsulent i Qaqortoq Kommune, som i den egenskab udførte en række udviklingsopgaver, blandt andet i Eqalugaarsuit. Denne lille bygd var på mange måder velfungerende, især fordi fiskeri- og jagtmulighederne var gode, både for så vidt angår torsk, laks, sæler og hvaler.
I bygden fandtes en række ildsjæle, som på forskellig vis tog initiativer for at forbedre levevilkårene. En af ildsjælene var førstelæreren, der bl.a. stillede sig i spidsen for en andelsforening, hvis formål var at etablere en fiskeindustri. Det var her, at erhvervskonsulenten kom ind i billedet. Efter flere besøg i bygden, hvor uendelig mange af bygdebeboerne gav deres besyv med, vurderede denne, at en mulig etablering af en mindre fiskeindustri skulle undersøges til bunds. (Fortsættes, hvornår vides ikke)
Etymologien bag stednavnet Eqalugaarsuit er grønlandsk med betydningen 'de kære små (bæk)ørreder.'